# 星崎るな
星崎 るな（ほしざき るな、1977年11月29日 - ）は、日本の元AV女優。

## 略歴・人物
1997年1月に『新 淫乱伝説』でAVデビュー。
1998年に引退。

## 出演作品

### アダルトビデオ（オリジナル作品）
1997年
- 新 淫乱伝説 （1月27日、シャイ企画） ※デビュー作
- 充血令嬢 月下の異常性欲 （2月21日、ジャパンホームビデオ）
- 爆裂FUCK! 私を壊してッ! （3月21日、アテナ映像）
- 監禁スキャンダル （4月25日、シネマジック）
- 超淫獣伝説 2 （5月23日、ジャパンホームビデオ）…共演:羽鳥さやか

1998年
- 凌辱黙示録 ～生命保険支部長レイプ～ （1月20日、アタッカーズ）
- 淫乱女教師 監禁レイプ  （1月25日、笠倉出版社）
- LOVE×LOVE レッスン 1 （3月15日、ひりゅうビジュアルネットワーク）…共演:小室友里 ※「星崎ルナ」名義
- パンスト倶楽部 8 （4月26日、宇宙企画）…オムニバス作品
- 生贄のキャンペンガール （5月1日、シネマジック）
- おねだり姉妹 ただいま発情期♥ （5月30日、ブレイブベンチャーズ）…共演:河合あいか ※「星崎ルナ」名義

発売日不明
- 激撮電影 （桃太郎映像出版）
- 淫乱漸入捜査 ～姦禁ランパブ・コネクション～ （ビッグモーカル）
- 痴女 ガマンできないOLたち 4 （U&K）
- ディープレズビアン 4 （U&K）…共演:河村香織
- 乙姫 第十章 （アルカディア）
- ノン・フィクション 彼女の全てがココにある…
- ルームサービス 4 （ハリウッドフィルム）
- 星崎ルナの顔面ぶっかけラリアート （ベイコーポレーション） ※「星崎ルナ」名義
- PARADISE 同級生に奪われました 女子高生 初体験 （パル）

### オリジナルビデオ
- 人妻の性 5 ハイ、奥、マンたん （1997年9月26日、徳間ジャパンコミュニケーションズ）…オムニバス作品 他出演:桜井亜純、橘由佳、芹野理恵、小室なつみ、森下美香
- OLの性 8 淫らに 乱れて 満たして （1998年2月25日、ビームエンタテインメント）…オムニバス作品 他出演:芹野理恵、小泉硝子、大澤由美、織田こずえ
- ミニスカTAXI （1998年10月23日、アイディアール）…共演:佐々木彩、西谷有可、浅倉麗

## テレビ番組
- ナイナイナ（1998年6月23日 テレビ朝日）
- ギルガメッシュナイト（不定期出演　テレビ東京）